# Kallus (Botanik)
In der Botanik wird die Bezeichnung Kallus (auch Callus, Mehrzahl Calli bzw. Kalli; von lat. callus „verhärtete, dicke Haut, Schwiele“) für unterschiedliche Begriffe verwendet.

## Kallus als Wundgewebe
Als Kallus werden die undifferenzierten, parenchymatischen Zellkomplexe mit ungerichtetem Wachstum bezeichnet, die nach einer Stressreaktion der Pflanze, beispielsweise einer Verwundung, entstehen können. Das unverholzte Kallusgewebe lignifiziert und kann eine Wunde verschließen. Bei Holzgewächsen entsteht der Kallus aus dem Kambium, bei krautigen Pflanzen aus dem Parenchym durch hypertrophes Wachstum der unverletzten Randzellen und anschließende intensive Zellteilung.

## Kallus als Gewebekultur

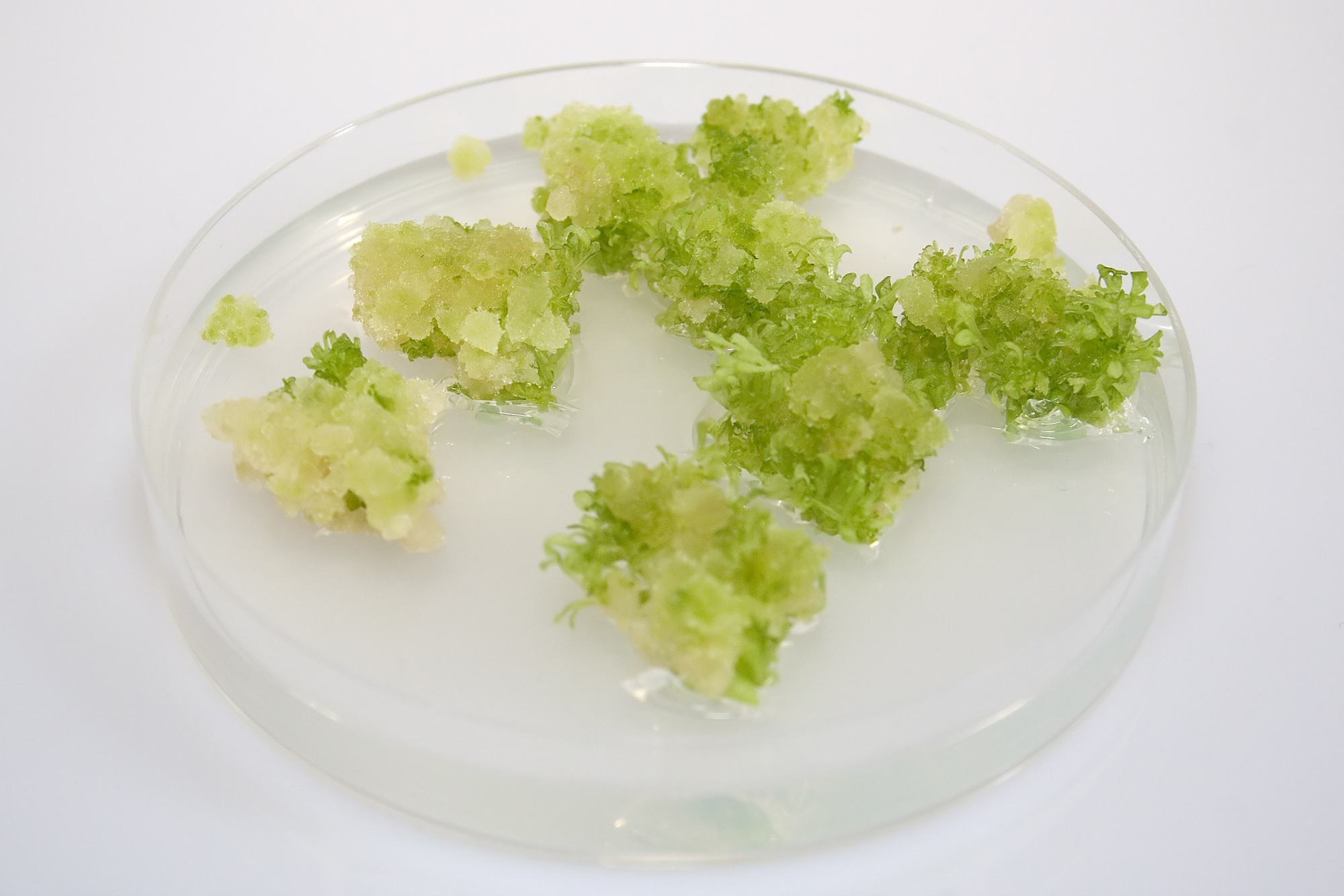
Nicotiana tabacum-Kalli

Als Kallus wird in der Botanik ein Komplex undifferenzierter, totipotenter Zellen bezeichnet, welcher sich aus einem Gewebestück oder einer Zelle, die vorher einer lebenden Pflanze entnommen wurde, entwickelt.
Dieses Gewebestück wird in einen künstlich geschaffenen Nährboden gelegt, der Mineralsalze und organische Verbindungen wie zum Beispiel Zucker und pflanzliche Hormone enthält, die das Kalluswachstum erst ermöglichen. Diese Hormone kommen in der Natur in Kokoswasser vor, sind in der Naturform jedoch nicht so effizient wie mit synthetisierten Hormonen. Da die Zellen eines Kallus durch Mitose entstehen, sollten sie sich genetisch nicht unterscheiden. Jedoch kommt es häufig zur Ausbildung polyploider Zellen in Kalli. Sogar von Aneuploidie und Ringchromosomenbildung wurde schon berichtet. Kräuter scheinen eine höhere Anfälligkeit als Baumarten v. a. Koniferen für eine Änderung der Chromosomenanzahl durch Kalluszüchtung zu haben.
Der Kallus stößt vor allem in der Pflanzenforschung auf großes Interesse, da mit seiner Hilfe Pflanzengewebe ohne einen lebenden Wirt gezüchtet werden kann.
Nach einigen Wochen ist es möglich, Teile des Kallusgewebes abzulösen und diese gesondert weiterzukultivieren, um weitere Gewebekulturen zu erhalten.
Durch Hinzufügen von Phytohormonen kann eine Differenzierung der Zellen und somit z. B. ein lebender Pflanzensprössling entstehen.
Vor der Regeneration zu einer fertilen Pflanze können die Kalli als Transformationstarget benutzt werden. Hierbei kommen in erster Linie die biolistische Transformation oder die Transformation mit Agrobakterien zum Einsatz. Möglich ist auch eine Transformation mit Siliciumkarbid-Kristallnadeln.

## Kallus als Verdickung an Pflanzenorganen
Des Weiteren werden auch Schwielen oder Verdickungen an Blättern, Blüten und anderen Pflanzenorganen, beispielsweise an der Lippe von Orchideen, als „Kallus“ bezeichnet.